# 펠레티 세벨레
펠레티 바카우타 세벨레(통가어: Feleti Vakaʻuta Sevele, 1944년 7월 7일~ )는 통가의 정치인이다. 그는 2006년부터 2010년까지 통가의 총리를 지냈다. 전임 총리였던 라바카 아타 울루칼랄라 왕자가 2006년 2월 11일 돌연 퇴임하면서 귀족이 아닌 사람으로는 처음으로 통가의 총리가 되었다.